# El Río (Arico)
El Río es una de las entidades de población que conforman el municipio de Arico, en la provincia de Santa Cruz de Tenerife —Canarias, España—.

## Toponimia
Su nombre procede del accidente geográfico junto al que se encuentra, el conocido como barranco del Río. En la toponimia de Canarias, a pesar de la inexistencia de verdaderos ríos, se denominaba así a los grandes barrancos que poseían agua prácticamente durante todo el año.

## Geografía
Se encuentra situado en la zona alta del municipio, a unos seis kilómetros de la capital municipal. Alcanza una altitud media de 953 m s. n. m., aunque el núcleo urbano se halla a unos 469 m s. n. m.
Posee una superficie de 30,345 km², que incluye parte del parque natural de la Corona Forestal y del monte de utilidad pública Contador y Cumbre.
El Río cuenta con una iglesia parroquial dedicada a san Bartolomé apóstol, el CEIP El Río, un centro cultural, una cancha deportiva, un área recreativa, plazas públias, así como con algunos pequeños comercios, bares y restaurantes.
En la parte baja de la localidad se ubican parte de las instalaciones de la Planta Insular de Residuos de Tenerife.

## Historia
El Río es uno de los núcleos tradicionales del municipio de Arico, apareciendo ya consolidado hacia finales del siglo xvii. En 1678 los vecinos del lugar levantaron una pequeña capilla dedicada a san Bartolomé, que sería ampliada entre 1739 y 1754.
La iglesia fue elevada a la categoría de parroquia en 1943 por el obispo nivariense fray Albino.
A mediados del siglo xix aparece descrito de la siguiente manera:

RIO. (EL) Lugar situado en término jurisdiccional de Arico, partido judicial de la Orotava, isla de Tenerife. Dista de la cabeza del distrito municipal 6 kilómetros 257 metros, y consta de 81 edificios de un piso, 19 de dos y 29 chozas ú
hogares habitados 116 constantemente por 114 vecinos 463 almas, 10 temporalmente y 3 inhabitados.

## Demografía
| Año        | 2000 | 2005 | 2010 | 2015 | 2020 |
| ---------- | ---- | ---- | ---- | ---- | ---- |
| Habitantes | 827  | 877  | 916  | 758  | 740  |

## Comunicaciones
Se accede al barrio principalmente a través de la carretera general del Sur TF-28.

### Transporte público
El Río cuenta con parada de taxis en la calle de San Bartolomé.
En autobús —guagua— queda conectado mediante las siguientes líneas de TITSA:
| Línea | Trayecto                                              | Recorrido     |
| ----- | ----------------------------------------------------- | ------------- |
| 034   | El Tablado - Granadilla de Abona (por Fasnia y Arico) | Horario/Línea |
| 035   | Güímar - Granadilla de Abona (por Fasnia y Arico)     | Horario/Línea |
| 036   | Güímar - Granadilla de Abona (por TF-1 y Los Roques)  | Horario/Línea |
| 039   | Güímar - Granadilla de Abona (por TF-1 y El Tablado)  | Horario/Línea |
| 430   | Granadilla - San Isidro - Villa de Arico - El Porís   | Horario/Línea |